# Egeland
Egeland és una població dels Estats Units a l'estat de Dakota del Nord. Segons el cens del 2000 tenia 49 habitants.

## Demografia
Segons el cens del 2000, Egeland tenia 49 habitants, 21 habitatges, i 14 famílies. La densitat de població era de 48,5 hab./km².
Dels 21 habitatges en un 33,3% hi vivien nens de menys de 18 anys, en un 42,9% hi vivien parelles casades, en un 14,3% dones solteres, i en un 33,3% no eren unitats familiars. En el 33,3% dels habitatges hi vivien persones soles el 23,8% de les quals corresponia a persones de 65 anys o més que vivien soles. El nombre mitjà de persones vivint en cada habitatge era de 2,33 i el nombre mitjà de persones que vivien en cada família era de 2,86.
Per edats la població es repartia de la següent manera: un 26,5% tenia menys de 18 anys, un 4,1% entre 18 i 24, un 22,4% entre 25 i 44, un 18,4% de 45 a 60 i un 28,6% 65 anys o més.
L'edat mediana era de 44 anys. Per cada 100 dones de 18 o més anys hi havia 80 homes.
La renda mediana per habitatge era de 23.125 $ i la renda mediana per família de 34.375 $. Els homes tenien una renda mediana de 21.250 $ mentre que les dones 16.250 $. La renda per capita de la població era de 10.217 $. Cap de les famílies i l'11,8% de la població estaven per davall del llindar de pobresa.

## Poblacions més properes
El següent diagrama mostra les poblacions més properes.